# 디지털 사회학
디지털 사회학(Digital sociology)은 디지털 미디어를 일상생활의 일부로 사용하는 것을 이해하고, 이러한 다양한 기술이 어떻게 인간의 행동, 사회 관계, 자아 개념에 기여하는가에 초점을 맞춘 사회학의 하위 학문이다.
제목에 '디지털 사회학'이라는 용어가 처음 사용된 학술적인 글은 2009년에 등장했다. 저자는 디지털 기술이 사회학적 연구와 교육 모두에 영향을 미칠 수 있는 방법을 썼다. 2010년, 리처드 닐(Richard Neal)에 의해 '디지털 사회학'은 글로벌 비즈니스와 학문적인 초점을 연결한다는 관점에서 설명되었다.  '디지털 사회학'을 주제로 다룬 순수한 학술서적이 출간된 것은 2013년이 되어서였다. 디지털 사회학이라는 제목의 최초의 단독 저서가 2015년에 출판되었고, 같은 해 뉴욕에서는 "디지털 사회학"에 관한 첫 학술회의가 열렸다.
비록 '디지털 사회학'이라는 용어가 아직 문화 어휘사전에 완전히 들어가지는 않았지만, 사회학자들은 인터넷이 만들어진 이래로 인터넷과 관련된 연구를 하고 있다. 이러한 사회학자들은 온라인 커뮤니티, 사이버 공간 및 사이버 정체성과 관련된 많은 사회 문제들을 다루었다. 이 연구와 유사한 연구들은 '사이버사이언스학', '인터넷의 사회학', '온라인 커뮤니티의 사회학', '소셜 미디어의 사회학', '사이버 문화의 사회학' 과 같이 다양한 이름을 가지고 있다.
디지털 사회학은 인터넷이나 사이버 문화뿐만 아니라 21세기의 첫 10년 이후 등장한 다른 디지털 미디어와 장치의 영향까지 다루면서 그 범위가 넓다는 점에서 차별점을 갖는다. 인터넷이 더 널리 보급되어 일상생활과 긴밀한 관련이 있기 때문에, 사회과학에서 '사이버'에 대한 언급은 이제 '디지털'로 대체된 것으로 보인다. '디지털 사회학'은 디지털 인문학과 디지털 인류학과 같은 다른 하위 과목과 관련이 있다. 그것은 웨어러블 기술, 증강현실, 스마트 오브젝트, 사물 인터넷, 빅데이터와 같은 최신 디지털 기술을 포함시키는 것뿐만 아니라 위의 하위 과목들의 타이틀을 대체하고 통합하고 있다.

## 디지털 사회학의 하위 분야
다음은 Lupton(2012년)에 따른 디지털 사회학의 네 가지 측면이다.
1. 전문적인 디지털 관행: 전문적인 목적을 위해 디지털 미디어 도구를 사용한다. 네트워크를 구축하고, 프로필을 구성하고, 연구를 공개하고, 공유하며, 학생들에게 설명한다.
2. 디지털 사용에 대한 사회학적 분석: 디지털 미디어에 대한 사람들의 사용이 그들의 자아 감각, 그들의 구현, 그리고 그들의 사회적 관계를 구성하는 방법을 연구한다.
3. 디지털 데이터 분석: 정량적이거나 질적인 사회 연구를 위해 디지털 데이터를 사용한다.
4. 비판 디지털 사회학: 사회문화 이론에 의해 알려진 디지털 미디어의 반영적이고 비판적인 분석을 수행한다.

### 전문적인 디지털 관행
사회학자들은 그동안 전문적인 학문적 목적으로 소셜 미디어와 다른 디지털 미디어를 사용하는 것을 꺼려왔지만, 서서히 이를 강의 및 연구에 채택하기 시작하고 있다. 예를 들어, 점점 더 많은 사회학 블로그들이 나타나기 시작하고, 더 많은 사회학자들이 트위터를 이용하고 있다. 어떤 이들은 사회학자들이 소셜 미디어를 학문적 실천의 일환으로 채택할 수 있는 최고의 방법에 대해 글을 쓰고 있다(사회과학 웹사이트의 LSE 영향 참조). 그리고 사회학 연구를 개방적으로 접근하고 개방하는 것의 중요성에 대해 마치 위키백과처럼 글을 쓰고 있다

### 디지털 사용에 대한 사회학적 분석
디지털 사회학자들은 신체의 정량화의 일환으로 웨어러블 기술의 사용, 빅데이터의 사회적 차원과 이러한 데이터를 해석하는 데 사용되는 알고리즘에 대해 쓰기 시작했다. 또, NSA와 같은 비밀 서비스에 의해 수행되고 있는 인터넷의 대량 감시뿐만 아니라 CCTV 카메라와 고객 충성도 체계와 같은 기술을 통해 사람들의 활동을 감시하는 디지털 기술의 역할에 주목하였다.
'디지털 격차' 즉, 사회경제적으로 취약계층, 교육수준이 낮은 계층, 여성과 노인과 같은 특정 사회집단이 경험하는 디지털 기술에 대한 접근의 차이는 디지털 미디어의 사회과학 연구의 많은 연구자들을 사로잡고 있다. 그러나 몇몇 사회학자들은 디지털 기술 사용의 차이에 내재된 구조적 불평등을 인정하고 확인하는 것이 중요하지만, 이 개념은 다소 단순하며 디지털 기술에 대한 접근 및 지식의 복잡한 특징들을 통합하지 못한다고 지적해왔다.
소셜미디어가 친밀한 관계와 자아개념의 발전에 기여하는 방식에 대한 관심이 높아지고 있다. 사회적 관계, 자아, 디지털 기술에 대해 쓴 가장 잘 알려진 사회학자 중 한 명이 셰리 터클(Sherry Turkle)이다. 그녀의 책에서는 소셜 미디어에 대해 다룬다. 그녀는 이러한 플랫폼을 통해 수행되는 관계는 "실생활에서" 일어나는 만남만큼 진실한 것이 아니라고 주장한다.
시각적인 미디어는 시청자가 보다 수동적인 정보 소비자가 될 수 있도록 한다. 시청자들은 현실에서 그들의 페르소나와는 다른 온라인 페르소나를 개발할 가능성이 더 높다. 그러나 디지털 세계(혹은 '사이버스페이스'와 '실제 세계'의 이러한 대비는 '디지털 이원론'으로 비판되어 왔는데, 이는 '디지털의 아우라'와 유사한 개념이다. 어떤 사회학자들은 디지털 미디어를 통해 이루어지는 관계가 '현실 세계'의 뗄레야 뗄 수 없는 일부라고 주장해 왔다. 증강현실은 디지털 미디어의 이용에 의해 어떤 식으로든 현실이 변화되고 있지만 대체되지 않는 쌍방향 체험이다.
소셜 미디어의 사회운동은 디지털 사회학에도 초점을 맞추었다. 예를 들어, 수많은 사회학 기사와 적어도 한 권의 책이 활동가들의 대의에 대한 메시지를 전달하고 정치 운동을 조직하기 위한 수단으로 트위터, 유튜브, 페이스북과 같은 소셜 미디어 플랫폼을 사용하는 데 등장했다.
또한 소수 인종과 기술이 소수 인종 혹은 다른 집단들에 의해 어떻게 사용되는지에 대한 연구도 이루어졌다. 이러한 "디지털 관행" 연구는 새로운 기술을 사용할 때 특정 집단이 채택하는 실천 요강이 사회적 불평등을 완화하거나 재생산하는 방법을 탐구한다.

### 디지털 데이터 분석
디지털 사회학자들은 사람들의 디지털 미디어 사용을 조사하기 위해 질적, 양적으로 다양한 접근법을 사용한다. 여기에는 민족학 연구, 기술 사용자와의 인터뷰 및 설문 조사, 그리고 사람들이 기술과 상호 작용하여 도출한 데이터의 분석(예: 페이스북, Reddit, 4chan, Tumbler, Twitter와 같은 소셜 미디어 플랫폼에 게시하거나 온라인 쇼핑 플랫폼에서의 소비 습관)이 포함된다. 데이터 스크래핑, 소셜 네트워크 분석, 시계열 분석 및 텍스트 분석과 같은 기법을 사용하여 디지털 미디어와의 사용자 상호작용의 부산물로 생성된 데이터와 사용자가 직접 생성하는 데이터를 모두 분석한다. 내용분석을 위해, 2008년에 요시다 유키히코는 「레니 리펜스탈과 독일어 표현주의: 전문 사전의 전분야 의미 공간을 활용한 시각 문화 연구」라는 연구를 실시했다. 이 연구는 함축적이고 변증적인 키워드(검색 엔진)로 태그가 붙은 이미지의 데이터베이스를 사용했고, 리펜스탈의 이미지는 1937년 독일에서 열린 전시회인 "미술의 쇠퇴"라는 제목의 이미지에서 "감퇴"로 태그가 지정된 이미지와 동일한 품질을 가지고 있다는 것을 발견했다.
소셜 미디어의 출현은 사회학자들에게 사회 현상을 연구하는 새로운 방법을 제공했다. 페이스북과 트위터 등 소셜미디어 네트워크는 연구용으로 채굴되는 사례가 늘고 있다. 예를 들어 트위터 데이터는 연구자들이 트위터 API를 통해 쉽게 이용할 수 있다. 트위터는 연구원들에게 인구통계학적 데이터, 시간과 위치 데이터, 사용자들 간의 연결을 제공한다. 이러한 데이터로부터, 연구원들은 사용자들이 어떻게 의사소통하는지, 그들의 기분은 어떤지에 대한 통찰력을 얻는다. 게다가 그래프로 그려 시각화할 수 있다.

트위터에서 얻은 것과 같은 대용량 데이터 세트를 사용하는 것은 어려울 수 있다. 무엇보다도, 연구원들은 이 데이터를 효과적으로 데이터베이스에 저장하는 방법을 알아내야 한다. 빅 데이터 분석에서 일반적으로 사용되는 몇 가지 툴이 사용 가능하다. 대용량 데이터 세트는 다루기 힘들고 수많은 데이터 유형(예: 사진, 비디오, GIF 이미지)을 포함할 수 있기 때문에 연구자들은 자신의 데이터를 MongoDB, Hadoop과 같은 비관계형 데이터베이스에 저장할 수 있는 옵션을 가지고 있다. 이 데이터를 처리하는 것은 추가적인 도전이다. 하지만, 연구자들이 이용할 수 있는 몇 가지 선택사항이 있다. 일반적인 한 옵션은 Hive와 같은 질의어를 Hadoop과 함께 사용하여 대용량 데이터 세트를 분석하는 것이다.

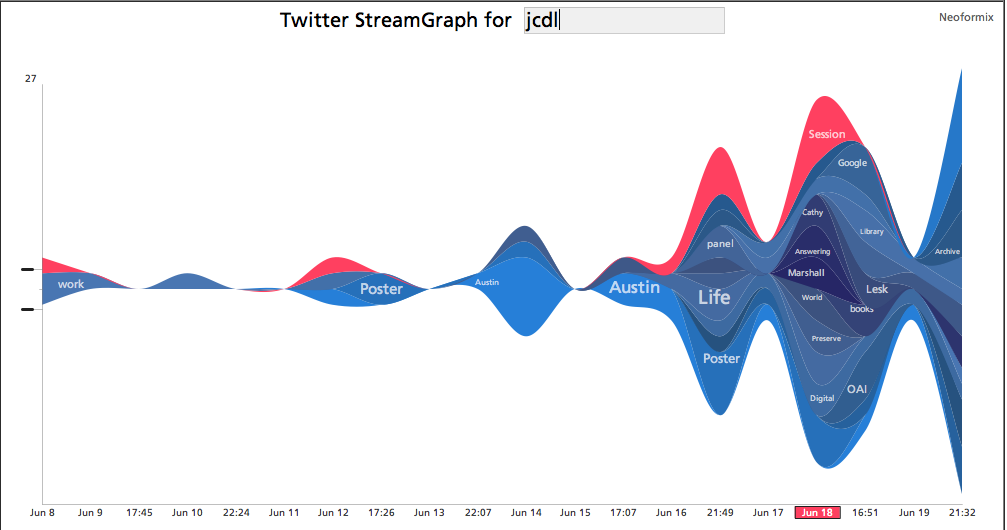
Twitter stream graph about JCDL, in 2009

인터넷과 소셜 미디어는 사회학자들이 논란이 되는 주제들이 시간이 지남에 따라 어떻게 논의되는지 연구할 수 있게 해주었다. 사회학자들은 소셜 네트워킹 사이트(즉, 페이스북이나 트위터)에서 뜨겁게 다뤄진 주제와 관련된 게시물을 검색한 후, 본문을 구문 분석하여 분석할 수 있다. 그러면 사회학자들은 이 데이터를 시각화하기 위해 쉽게 접근할 수 있는 많은 도구를 사용할 수 있다. 예를 들어, 트위터 멘션맵 또는 트위터 스트림그래프가 있다. 트위터 멘션맵은 해시태그가 얼마나 인기 있는지, 트위터 스트림그래프는 특정 단어가 얼마나 자주 짝을 이루는지, 시간이 지나면서 관계가 어떻게 변하는지를 그린다.

### 비판 디지털 사회학
디지털 사회학의 이러한 측면은 아마도 디지털 세계를 연구하는 다른 접근방식과 차별화 될 것이다. 비판적이고 반영적인 접근법을 채택함에 있어, 사회학자들은 사회학적 실천 그 자체에 대한 디지털의 함의를 다룰 수 있다. 디지털 사회학은 사회연구가 무엇인지, 그리고 실제로 사회관계와 사회가 디지털 기술을 통해 많은 측면에서 매개된 것에 의문을 제기하면서, 사회관계와 이의 분석을 통해 변화하는 사회관계의 문제를 해결하는 방법을 제공한다고 주장되어 왔다.
디지털 기술과 사람들의 상호작용의 일환으로 방대한 양으로 수집되는 '소형 데이터'와 '빅 데이터'의 새로운 형태에 사회학이 어떻게 대응해야 하는가? 그리고 이러한 데이터를 이용하여 어떻게 자신의 사회 연구를 수행할 것인가? 이는 '경험적 사회학의 다가오는 위기'가 눈앞에 닥쳐올지도 모른다는 것을 시사하는 것일까? 사회학자 자체의 정체성과 업무 관행은 어떻게 인용 지표와 같은 디지털 기술에 의해 개입되고 규율되고 있는가?
이러한 질문은 디지털 기술이 사회학에 미치는 영향뿐만 아니라 디지털 기술의 분석에서 사회학 자체의 역할을 반영하는 비판적인 디지털 사회학의 중심이다.
이러한 네 가지 측면에 디지털 사회학의 하위 분야가 추가된다.

### 공공 디지털 사회학
주요한 글: 공공 사회학
디지털 미디어를 이용한 공공사회학은 온라인으로 접근 가능한 공간에 사회학 자료를 게재하고, 이러한 공간에서 대중과 후속적으로 상호작용하는 공공사회학의 한 형태다. 이를 "e-public 사회학"라고 한다.
소셜 미디어는 공공 사회학의 인식 방식을 변화시켰고 이 분야에서 디지털 진화를 일으켰다. 넓은 열린 소통의 플랫폼은 사회학자들이 소그룹 사회학의 개념에서 광대한 청중에게 나올 수 있는 기회를 제공했다.
블로그는 사회학자들이 사용하던 최초의 소셜 미디어 플랫폼이었다. 사회학을 위해 블로그를 사용하기 시작한 사람들 중에는 Eszter Hargittai, Chris Bertram, Kieran Healy와 같은 사회학자들이었다. 사회학과 관련 철학에 대한 새로운 토론 그룹은 소셜 미디어 영향의 결과였다. 따라서 방대한 양의 논평과 토론은 사회학을 이해하는 한 부분이 되었다. 그러한 유명한 그룹들 중 하나는 Crooked Timber였다. 이러한 소셜 사이트에서 피드백을 받는 것은 더 빠르고 효과적이다. e-public 사회학의 주요 효과는 분리, 가시성, 측정이다. 트위터와 페이스북과 같은 다른 소셜 미디어 도구들도 사회학자의 도구가 되었다. Public Sociology in the Age of Social Media

### 사회학 이론의 디지털 전환
주요한 글: 사회 이론
주요한 글: 사회학적 이론
디지털 데이터의 확산뿐만 아니라 정보통신 기술은 사회학 연구에 혁명을 일으키고 있다. 디지털 인문학과 컴퓨터 사회과학에는 이미 많은 방법론적 혁신이 있는 반면, 사회과학과 인문학의 이론 발전은 여전히 주로 컴퓨터 문화나 사회의 인쇄 이론으로 이루어져 있다. 그러나 디지털 전환에 대한 이러한 아날로그 이론들은 사회과학과 인문학의 디지털 전환이 얼마나 심오하게 이들 분야의 인식론적 핵심을 변화시키고 있는가를 설명하지 못하고 있다. 디지털 방법은 아날로그 이론의 시험을 위해 더 큰 디지털 데이터셋 제공자보다 더 많은 것을 구성하지만 또한 새로운 형태의 디지털 이론화가 필요하다. 따라서 사회이론의 디지털 전환에 관한 연구 프로그램의 야망은 아날로그를 디지털 사회이론으로 번역하여 디지털 사회의 디지털이론에 의한 디지털 전환의 전통적인 아날로그 사회이론을 보완하는 것이다.

## 같이 보기
- 디지털 고고학(en:Digital anthropology)
- 디지털 인문학(en:Digital humanities)
- 디지털 혁명(en:Digital Revolution)
- 소셜 웹(en:Social web)
- 인터넷에서의 사회학(en:Sociology of the Internet)
- 소프트웨어 공학(en:Software studies)
- 인터넷 집단(en:Tribe (internet))전산 사회학(en:Computational social science)